# Гаїтянська кухня

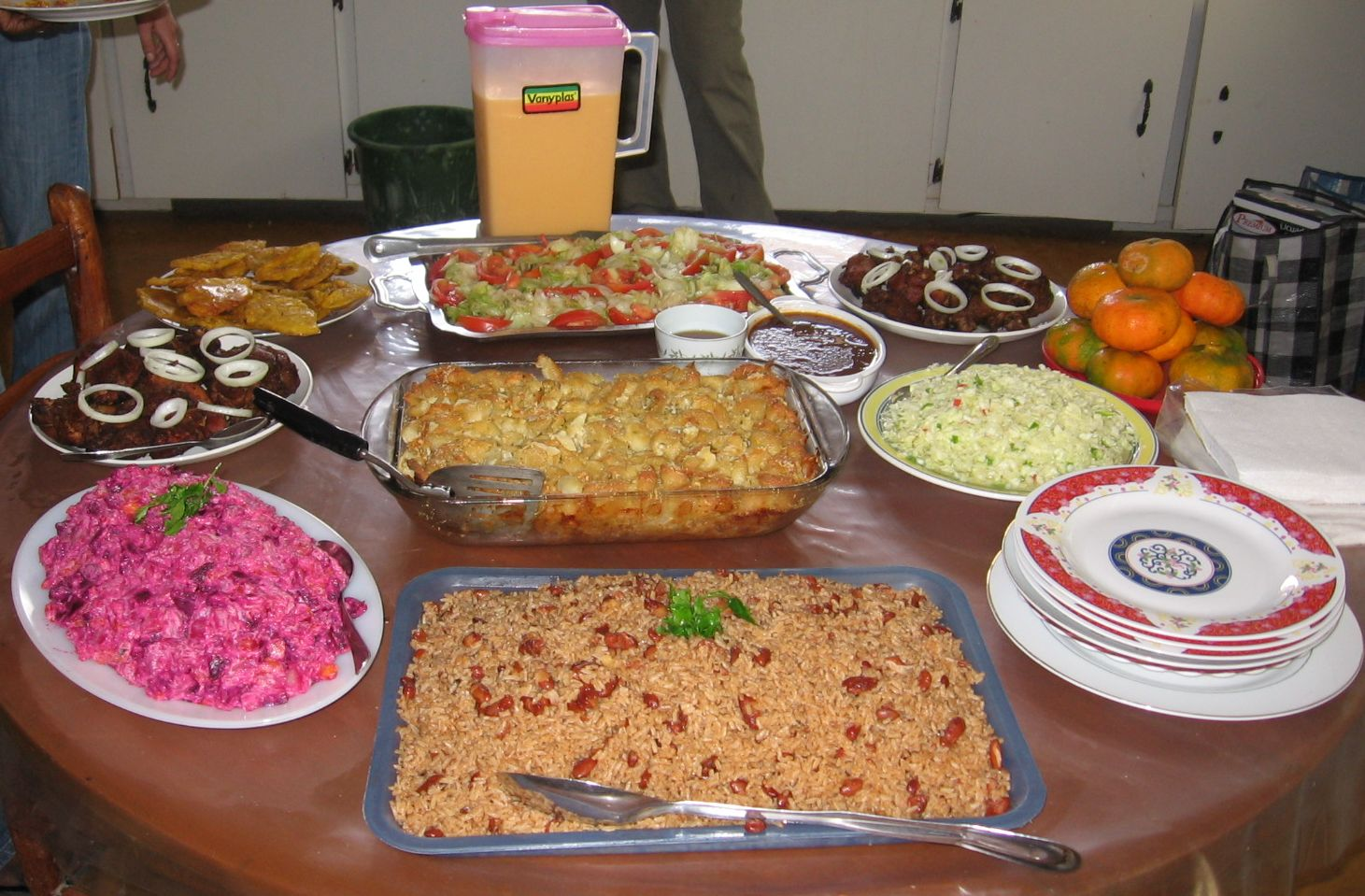
Гаїтянська кухня

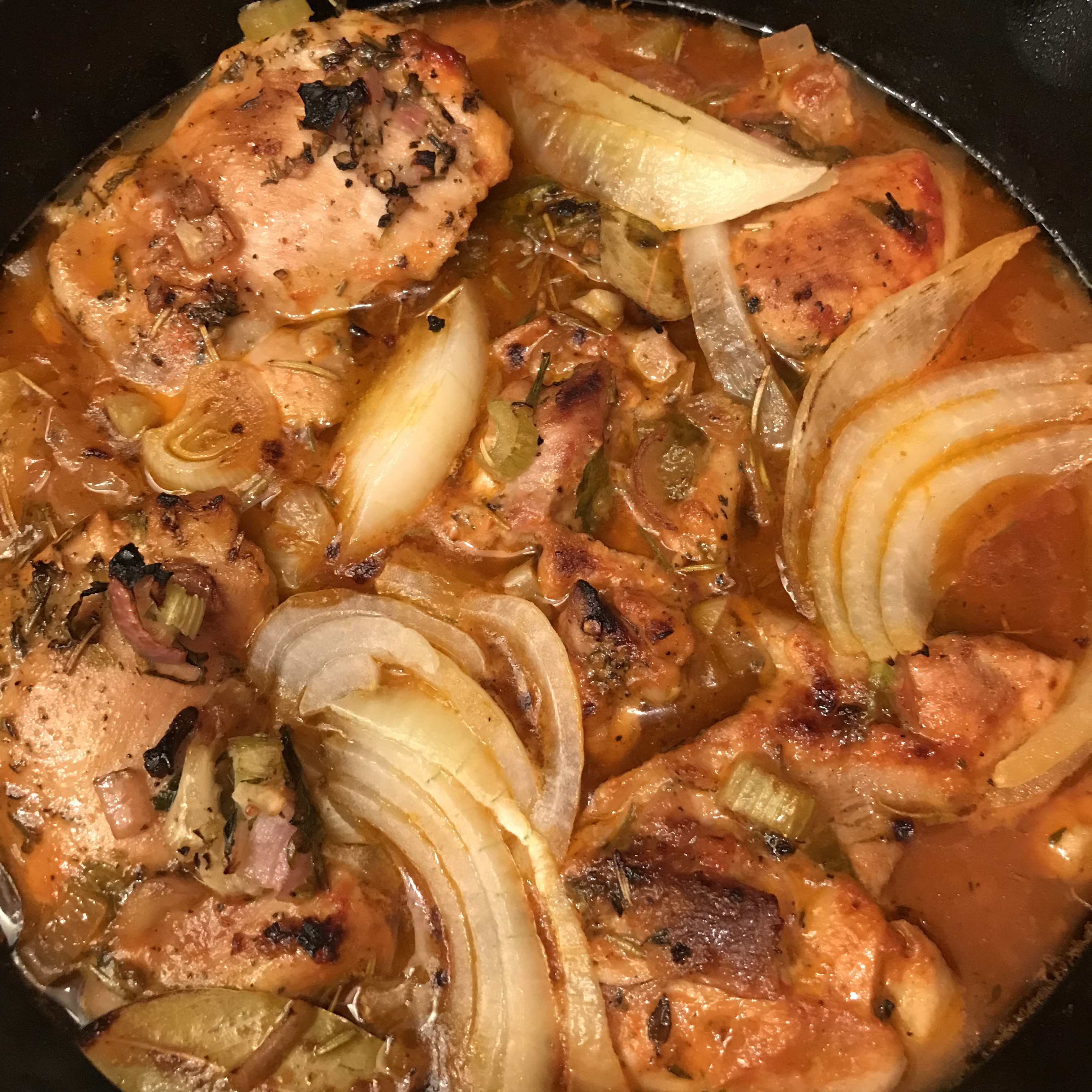
Poul an sòs (курка в соусі)

Гаїтянська кухня — сукупність страв гаїтянського походження. Це креольська кухня, яка бере свій початок у поєднанні кількох кулінарних стилів, що населяли західну частину острова Гаїті, а саме африканського, французького, корінного таїно, іспанського та арабського впливів.
Гаїтянська кухня схожа на кухню решти Латинського Карибського басейну, але дещо відрізняється від своїх регіональних аналогів.

## Типові страви
- Дюрі (diri або Du riz ak Pwa) — червона квасоля з рисом.
- Пташине м'ясо з бананами.
- Гріо (Griot) — страва зі свинини. М'ясо маринується в оцті й лимонному соку, відварюється й обсмажується. Подається з дюрі.
- Тассо (Tasso) — гріє з яловичини.
- Копчений оселедець з грушею
- Джон-Джон (djon-djon) — гриби з рисом і горошком.
- Рара салат — буряк, кукурудза, ріпчата і зелена цибуля.
- Ром з газом.